# SJ Zs
In der Baureihe Zs waren drei schwedische Kleindiesellokomotiven enthalten. Sie wurden von Statens Järnvägar (SJ) für den Einsatz im Übergabedienst, auf Bahnhöfen sowie im Werkstättendienst in Bahnbetriebswerken verwendet.

## Geschichte
Neben der in höheren Stückzahlen gebauten Baureihe SJ Zm bestellten SJ bei Bjurström in Västervik weitere Rangiertraktoren verschiedener Bauarten. 1932 wurde mit der Fabriknummern 128 eine Rangierlokomotive mit schmalem Führerhaus geliefert, die bis 1933 ohne Baureihennummer im Einsatz war und dann als Zs 31 bezeichnet wurde.
1933 folgten Zs 39 und Zs 40, die diese Nummern in Anlehnung an die Fabriknummern 139 und 140 erhielten. Die beiden Lokomotiven waren nach dem Typenblatt Bjurström typ T15 gebaut und hatten breite Führerhäuser. Alle Lokomotiven hatten eine Knorr-Bremse und wurden zu einem 1931 vereinbarten Stückpreis von je 20.000 Kronen geliefert.

## SJ Z2 (I)
Im Rahmen der Nummernplanänderung 1942 für Kleinlokomotiven bei SJ wurden die drei Lokomotiven in die Baureihe SJ Z2 (I) eingereiht. Die Betriebsnummern der Lokomotiven blieben unverändert.

## SJ Z3 (I)
Bei einer Neusortierung der Kleinlokomotiven bei SJ wurden die drei Lokomotiven 1945 in die Baureihe   SJ Z3 (I) eingereiht. Wiederum blieben die Seriennummern unverändert.

## Verbleib
- Z3 31 wurde 1970 abgestellt und der Eisenbahnschule in Ängelholm zur Verfügung gestellt. Die Verschrottung erfolgte 1983 in Örebro.
- Z3 39 erhielt zwischenzeitlich einen Benzinmotor vom Typ Ford 2711E mit 53 kW, später jedoch wieder den Tidaholm-Motor. 1981 erfolgte die Einstufung als Bahndienstfahrzeug der SJ mit der Nummer Qaz 9440065, das in Norrköping beheimatet war. 1986 erfolgte eine Umzeichnung in Qzb 9440065. Mit dieser Nummer fuhr der Rangiertraktor bis 1997 in Norrköping und wurde 1998 von SweMaint AB übernommen. Für den Instandhaltungsbetrieb für Eisenbahngüterwagen in Norrköping war die Lok bis 2009 im Einsatz.
- Z3 40 wurde 1961 abgestellt und 1963 an Skånes Skogsägares Cellulosa AB in Broby verkauft. Dort wurde sie etwa 1973 verschrottet.